# In-Grid
In-Grid (* 11. září 1973 nebo 1978 Guastalla) je italská zpěvačka, vlastním jménem Ingrid Alberini (rodiče ji pojmenovali podle švédské herečky Ingrid Bergmanové). Zpívá francouzsky ve stylu šansonů a je také autorkou textů písní, hudební aranže a kompozice.
V roce 1994 vyhrála regionální konkurs „Hlas San Rema“. Vystupovala např. v Montrealu pro piloty F1, v Tokiu pro firmu Discografica Avex atd. Největší úspěch zaznamenala na tanečním festivalu v Amsterdamu (2001), když představila hit Tu Es Foutu z debutového alba Rendez Vous. Ten pak obletěl všechny země v Evropě, později i v anglické verzi You Promised Me.

## Diskografie
- 2003: Rendez-Vous
  1. In - Tango
  2. Tu es foutu
  3. Mais la nuit… Il dort!
  4. Shock
  5. Dans ma mémoire
  6. Pour toujours
  7. Souvenir D'été
  8. I'm folle de toi
  9. Je ne crois pas
  10. Esclave de toi
  11. Ah L'amour L'amour
  12. Va au diable
  13. You promised me
  14. Tu es foutu (Chill-Grid)
- 2004: La Vie en Rose
  1. Milord
  2. La vie en rose
  3. Les Champs Elisees (dance version)
  4. Accordeonist
  5. Un beau roman (un belle histoire)
  6. Chanson d'amour
  7. Un homme et un femme
  8. Les feuilles mortes
  9. Ne me quite pas
  10. La mer
  11. Et maintenant
  12. Non je ne regrette rien
  13. Les Champs Elisées
- 2005: Voila!
  1. Mama mia
  2. Le Coquin
  3. Dans Tes Yeux
  4. Click Clock
  5. L'amoureuse
  6. Oui
  7. Jamais Eu
  8. Poings Fermés
  9. Où Est Ma Vie ?
  10. Encore Une Fois
  11. C'est Pour Toi,
  12. Love Out of Time
  13. You Kissed Me
  14. Really Really Wanna
  15. Every Night

2014: J'Adore ROUGE (Marco Lo Russo & SCM) feat In-Grid